# Magic Warriors
Pour plus de détails, voir Fiche technique et Distribution.
Magic Warriors ou Les Guerriers de la vertu au Québec (Warriors of Virtue) est un film d'action de fantasy sino-américain réalisé par Ronny Yu, sorti en 1997 en anglais, mandarin et cantonais.
Une suite de ce film est sortie en 2002 : Magic Warriors 2 : Retour à Tao (Warriors of Virtue: The Return to Tao).

## Synopsis
Ryan Jeffers (Mario Yedidia) est un lycéen avec une jambe handicapée qui l'empêche de se joindre aux autres élèves de son école. Il passe le plus clair de son temps à lire des bandes dessinées et imaginer d'autres mondes où il pourrait vivre des aventures. Un jour, il s'arrête à son restaurant préféré Ming, après une brève rencontre avec le cuisinier Ming (Dennis Dun) qui est en réalité un bon ami de Ryan. Il donne à Ryan un manuscrit de Tao qui est une représentation des cinq éléments qui composent leur mythologie, expliquant que par le livre, il pourrait devenir le vrai Ryan. Ryan s’offusque car il n'a besoin de l'aide de personne, mais prend le manuscrit. En attendant à l'école, Ryan, qui est waterboy pour l'équipe de football de l'école est attrapé par Brad (Michael Dubrow) et sa petite amie et ils continuent à le harceler et son meilleur ami Chucky (Ricky D'Shon Collins).

## Distribution
- Mario Yedidia (VF : Donald Reignoux ; VQ : Nicolas Pensa) : Ryan Jeffers
- Angus Macfadyen (VF : Dominique Collignon-Maurin ; VQ : Alain Zouvi) : Komodo
- Marley Shelton (VF : Barbara Kelsch ; VQ : Caroline Dhavernas) : Elysia
- Doug Jones (VF : Jean-Michel Farcy) : Yee, le guerrier du métal
- Chao-Li Chi (VF : Roland Ménard ; VQ : Vincent Davy) : Maître Chung
- Jack Tate (VF : Michel Modo) : Yun, le guerrier de l'eau
- Don W. Lewis (VF : Jean-Michel Farcy) : Lai, le guerrier de la forêt, Major Keena
- J. Todd Adams (VF : Pascal Renwick) : Chi, le guerrier du feu
- Adrienne Corcoran (VF : Martine Irzenski ; VQ : Geneviève De Rocray) : Tsun, le guerrier de la terre
- Michael J. Anderson (VF : Gilles Tamiz ; VQ : Sébastien Dhavernas) : Mudlap
- Tom Towles (VF : Saïd Amadis ; VQ : Hubert Gagnon) : Général Grillo
- Lee Arenberg (VQ : Jacques Lavallée) : Mantose
- Dennis Dun (VF : Eric Metayer ; VQ : Gilbert Lachance) : Ming
- Roy Cebellos (VQ : Ronald France) : Willy Beast
- Jason Hamer : Mosely
- Teryl Rothery : Kathryn Jeffers
- Rickey D'Shon Collins : Chucky
- Michael Dubrow (VF : Christophe Lemoine) : Brad
- Ying Qu : Barbarocious
- Stuart Kingston : Dullard
- Michael Vickerman : Dragoon Commander
- Adam Mills : Toby